# Dampfkornbranntweinbrennereimuseum

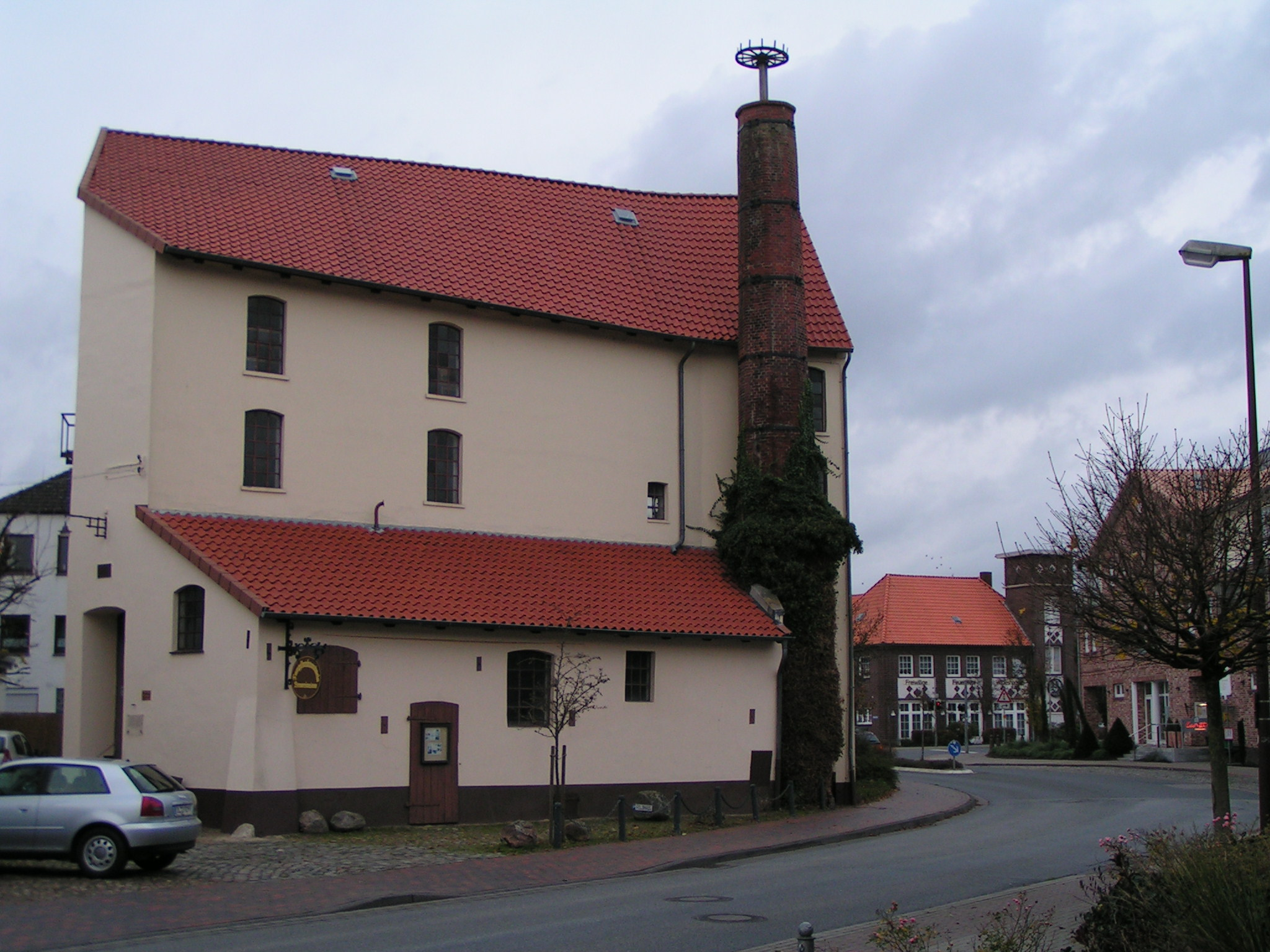
Dampfkornbranntweinmuseum Wildeshausen

Das Dampfkornbranntweinbrennereimuseum in Wildeshausen im Landkreis Oldenburg in Niedersachsen war ein von 1982 bis 2021 betriebenes Industriemuseum, in dem alte Verfahren zur Alkoholherstellung demonstriert wurden. Besonderheit war eine etwa 15 PS starke, noch funktionsfähige Einkolbenfliehkraftregulator-Dampfmaschine, erbaut 1887. Das Museum zeigte die Herstellung von Alkohol aus Getreide, seine Verarbeitung, das Abfüllen und Verkorken bis hin zum Etikettieren von Flaschen. Der etwa 150 Quadratmeter große Kornboden in der zweiten Etage wurde als Ausstellungsraum sowie für Kleinkunstveranstaltungen genutzt.
Das Gebäude in der Wittekindstraße 2 steht unter Denkmalschutz.

## Geschichte

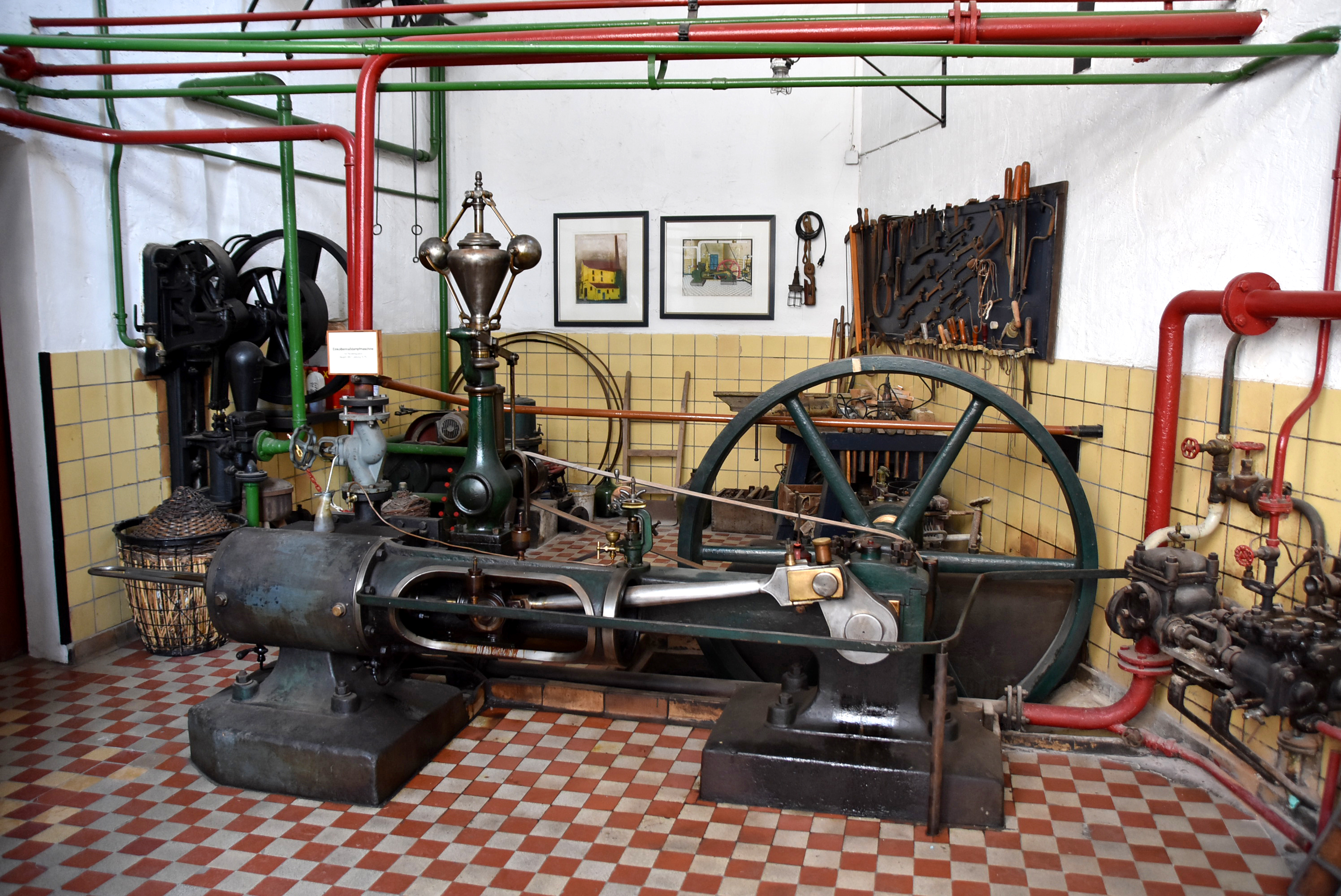
Dampfmaschine von 1887

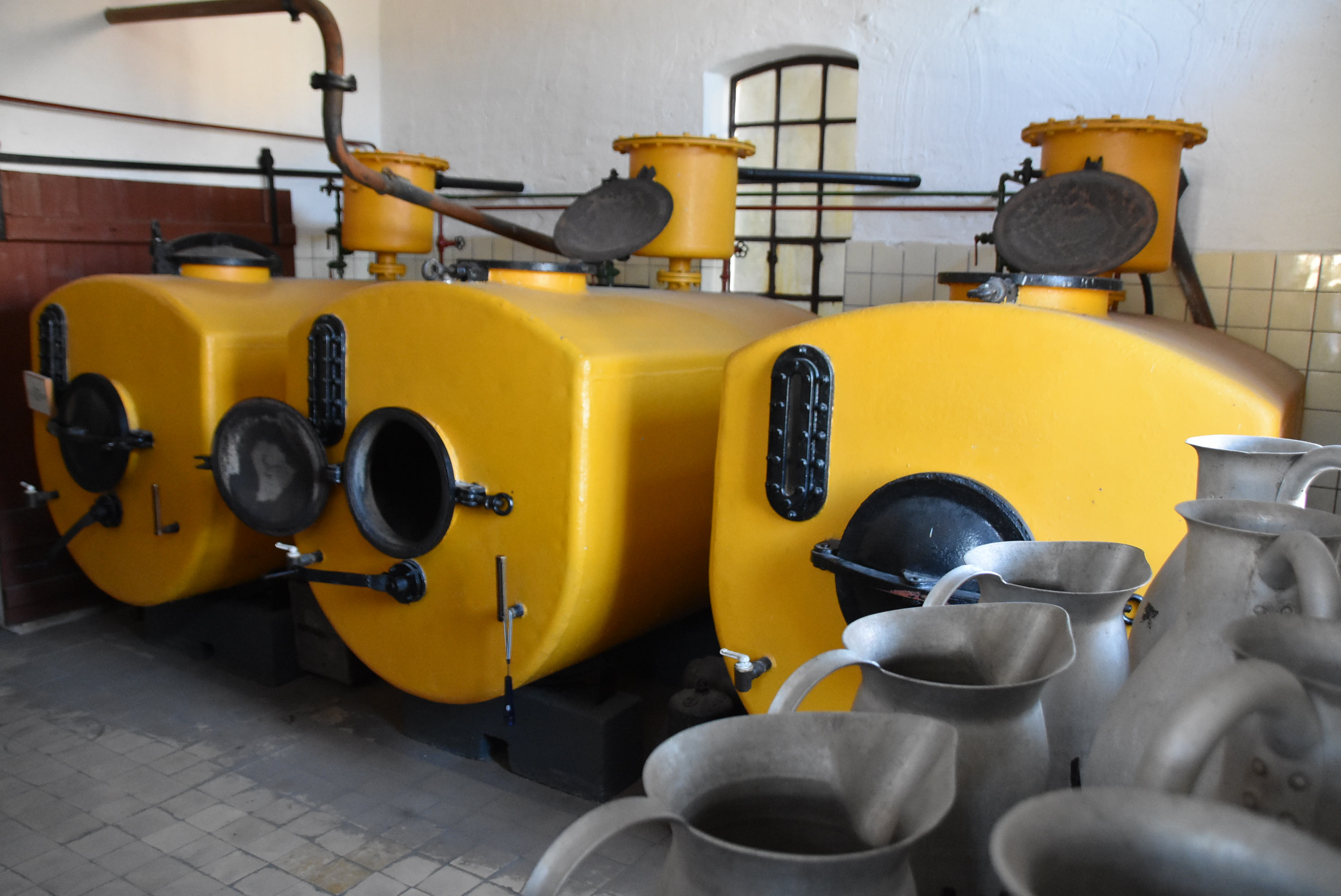
Gärbottiche

1857 gründete Johann Heinrich Kolloge die Brennerei Kolloge. Der Alkohol wurde zunächst in einem kleinen, neu errichteten Brennhaus an der Huntestraße in Wildeshausen hergestellt, vermutlich bereits mit Nutzung von Dampfenergie. 1887 wurde der Betrieb mit einem Einflammrohr-Dampfkessel vom Typ Galloway mit einer Dampfspannung von 6 atü sowie einer Einzylinder-Dampfmaschine ausgestattet. 1895 fiel das Brennhaus einem der großen Wildeshauser Stadtbrände zum Opfer.
Der Sohn des Firmengründers errichtete noch im selben Jahr das bestehende dreigeschossige verputzte trapezförmige Brennereigebäude mit Satteldach, dem Anbau mit Pultdach und daneben dem achteckiger Schornstein.

Einzelne Ausstattungsgegenstände und Maschinen des alten Brennhauses wie der Dampfkessel und die Dampfmaschine, die den Brand überstanden hatten, wurden wieder eingebaut. Der Betrieb firmierte jetzt unter Dampfkornbranntweinbrennerei und Hefefabrik.
1913 wurde der Galloway-Dampfkessel durch einen kohlebefeuerten Einflammrohr-Kessel mit 10 atü Betriebsdruck erneuert. Kessel und Dampfmaschine waren bis 1972 im Einsatz. Sie versorgten zum einen den Maschinenpark des Betriebes, zu dem zum Beispiel  Dampfpumpen, Getreidemühle, Fahrstuhl, Flaschenzug oder Rührwerke gehören, mit Energie. Zum anderen lieferten sie den Kochdampf für das Dämpfen des Getreides sowie für die Destillation. Die Dampfmaschine ist eine der ältesten erhaltenen dieser Art, sie wird heute mittels eines Kompressors betrieben. Auch der Dampfkessel sowie der weitere Maschinenpark, Werkzeuge und Geräte sind im originalen Zustand erhalten und großenteils funktionsfähig.
Im November 1972 zerstörte der Orkan Quimburga teilweise den Schornstein des Brennereigebäudes. Die Destillerie, betrieben von Ulrich Kolloge, einem Urenkel des Firmengründers, beendete daraufhin ihre Arbeit. Seit dieser Zeit konnten nur noch Vorprodukte verschnitten und gemixt werden. 1978 wurde der Betrieb ganz eingestellt. In Privatinitiative wurde das viergeschossige Gebäude seit 1978 restauriert und 1982 von der Eigentümerfamilie zu einem symbolischen Preis an den Museumsverein für die Dampfkornbranntweinbrennerei in Wildeshausen e. V. verpachtet, der das Museum fortan betrieb. Das Museum hatte jährlich etwa 2000 Besucher. Es bildete eine Station der Route der Industriekultur im Nordwesten.
Im Juni 2021 wurde das Museum geschlossen, dafür waren  unter anderem finanzielle Gründe ausschlaggebend. Im November 2021 löste sich der Museumsverein auf. Das Gebäude wird seitdem privat genutzt.